# Северный полюс-16
Северный полюс-16 (СП-16) — советская научно-исследовательская дрейфующая станция. Открыта 9 апреля 1968 года. Закончила дрейф 22 марта 1972 года. Прошла от 75°31′ с. ш. 172°00′ з. д. до 86°00′ с. ш. 85°27′ з. д. в общей сложности 5850 км.
Дрейф станции начался на севере Чукотского моря и направлялся по 180 меридиану в сторону Северного полюса. На 84° с. ш. станция сделала оборот. В марте-апреле 1970 года станция сделала поворот на 90° в сторону Гренландии. Численность персонала станции в 1970 году сократили до 10 человек. На станции проводилась только базовая программа наблюдений, поскольку, из-за удалённости от берегов СССР, снабжение станции было затруднено. Проведённые измерения солёности поверхностных вод океана в период зимнего нарастания льда, показали два максимума осолонения: в третьей декаде сентября и октябре, второй — с конца января по начало марта. Из-за образования ледовых разломов станцию несколько раз пришлось перебазировать на другие ледовые поля. 27 августа 1968 года поблизости от станции совершила всплытие атомная подводная лодка К-42, совершавшая совместно с К-55 подлёдный переход с Северного флота на Тихоокеанский. Для наведения подводной лодки на станции работал специальный гидроакустический маяк-«шумелка».

## Смены
На станции осуществлено четыре смены персонала.
- Первая смена (с 9 апреля 1968 по 4 апреля 1969). Состав 23 человека. Начальник Ю. Б. Константинов.
- Вторая смена (с 4 апреля 1969 по 21 апреля 1970). Состав 19 человек. Начальник П. Т. Морозов
- Третья смена (с 21 апреля 1970 по 27 апреля 1971). Состав 10 человек. Начальник А. Я. Бузуев.
- Четвёртая смена (с 27 апреля 1971 по 22 марта 1972). Состав 10 человек. Начальник П. Т. Морозов.